# Galina Sergejewna Kreft
Galina Sergejewna Kreft, nach Heirat Galina Sergejewna Alexejewa, (russisch Галина Сергеевна Крефт-Алексеева; * 14. März 1950 in Leningrad (heute Sankt Petersburg); † 24. Februar 2005 ebenda) war eine sowjetische Kanutin. Sie gewann je eine olympische Gold- und Silbermedaille und sieben Silbermedaillen bei Weltmeisterschaften.

## Sportliche Karriere
Ihre erste internationale Medaille gewann Galina Kreft bei den Weltmeisterschaften 1974, der sowjetische Vierer-Kajak in der Besetzung Nina Gopowa, Larissa Kabakowa, Tatjana Korschunowa und Galina Kreft erhielt die Silbermedaille hinter dem Boot aus der DDR. Im Jahr darauf fanden die Weltmeisterschaften in Belgrad statt. Kreft gewann in allen drei Bootsklassen die Silbermedaille hinter den jeweiligen Kanutinnen aus der DDR. Im Einer-Kajak unterlag Kreft gegen Anke Ohde, im Zweier-Kajak siegten Bärbel Köster und Carola Zirzow vor Jekaterina Nagirnaja und Kreft. Im Vierer schließlich gewannen Bettina Müller, Köster, Ohde und Zirzow vor Larissa Besnitzkaja, Jekaterina Nagirnaja, Nadeschda Trachimenok und Kreft.
Bei den Olympischen Spielen 1976 in Montreal waren nur der Einer und der Zweier im Programm. Im Einer siegte Zirzow vor Korschunowa. Im Zweier gewannen die Boote aus der Sowjetunion, aus der DDR und aus Ungarn die Halbfinalläufe. Im Finale siegten Nina Gopowa und Galina Kreft mit einer halben Sekunde Vorsprung auf die Ungarinnen Anna Pfeffer und Klára Rajnai, knapp dahinter kamen Köster und Zirzow ins Ziel.
Nach drei Jahren Pause und einem Namenswechsel durch Heirat kehrte Galina Alexejewa 1979 auf die Regattastrecken zurück. Bei den Weltmeisterschaften 1979 in Duisburg gewann im Einer Roswitha Eberl aus der DDR vor Alexejewa. Im Vierer siegte ebenfalls das Boot aus der DDR vor Galina Alexejewa, Nadeschda Trachimenok, Tatjana Korschunowa und Larissa Nadviga. Bei den Olympischen Spielen 1980 in Moskau trat Galina Alexejewa zusammen mit Nina Trofimowa an, wie Nina Gopowa seit ihrer Heirat hieß. Die beiden gewannen die Silbermedaille hinter Carsta Genäuß und Martina Bischof aus der DDR. Ihre letzte große internationale Medaille gewann Alexejewa bei den Weltmeisterschaften 1983, wo sie zusammen mit Inna Schipulina, Nelli Jefremowa und Natalja Kalaschnikowa Silber hinter dem DDR-Vierer erkämpfte.